# Lintchanre
Lintchanre /=flat sides of dogs/, jedna od četiri glavne skupine Dogrib Indijanaca nastanjenih sjeverno i istočno od na sjevernog rukavca Velikog ropskog jezera u Kanadi. Pripadnici ove bande poznati su i kao Rae, Dogrib Rae, Klin-tchanpe ili Plats-Côtes-de-Chien du Fort Rae.

## Vanjske poveznice
- Dogrib Rae Band  Arhivirana inačica izvorne stranice od 15. siječnja 2005. (Wayback Machine)